# Stripped Mixes
Stripped Mixes je kompilační CD album nahrávek Michaela Jacksona vydaný ve fy Motown / Universal 7. července (někdy se uvádí 28. července) 2009.

## Seznam skladeb
1. I'll Be There
2. Ben
3. Who's Loving You
4. Ain't No Sunshine
5. I Want You Back
6. ABC
7. We've Got A Good Thing Going
8. With A Child's Heart
9. Darling Dear
10. Got To Be There
11. Never Can Say Goodbye